# Груздь болотный
Груздь болотный (лат. Lactarius sphagneti) — вид пластинчатых съедобных грибов семейства Сыроежковые (Russulaceae).

## Описание
Шляпка диаметром да 5 см, распростёртая, иногда в виде воронки; в центре может быть бугорок. Кожица тонкая, рыжего, красно-коричневого цвета.
Ножка плотная, полая.
Мякоть неприятная на вкус, выделяет млечный сок. У старых экземпляров сок горький.

## Экология и распространение
Грузди болотные встречаются повсеместно. Они отдают предпочтение низинам и увлажненным местам.
Сезон: с июня по ноябрь.
Встречаются в Евразии: в хвойных, лиственных и сосновых лесах.